# ULi

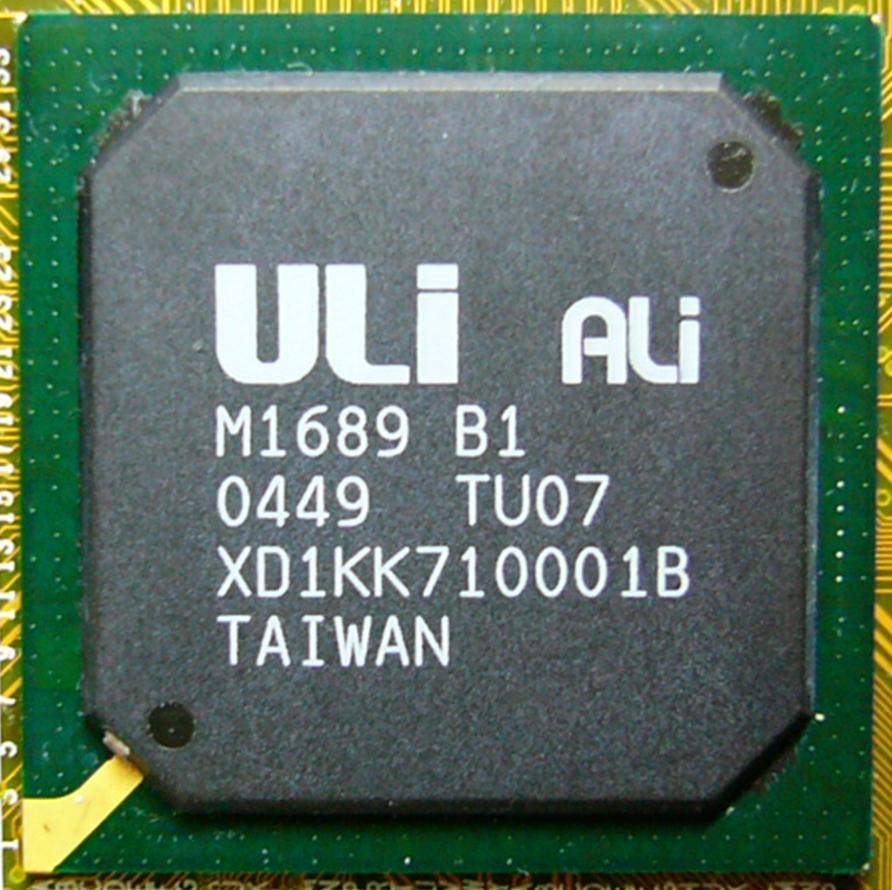
ULi M1689チップセット

ULi（宇力電子、ULi Electronics、ユリ･エレクトロニクス）は、台湾の半導体メーカーで、半導体メーカーALiの100％出資の子会社であった。主にPC/AT互換機向けのチップセットを開発、製造していた。2006年2月にNVIDIAに買収された。

## 沿革
- 2002年、ALi Corporationからチップセット開発部門がスピンオフし、台湾の半導体メーカーUMC社との合弁で設立された。

この頃のALiはマルチメディア関連の製品は好調であったが、新しいチップセットの開発が遅れたり、NVIDIAやATIなどの新参入メーカーの台頭によってチップセットの需要が減っており、チップセットの開発と生産は縮小していた。
- 2005年12月、ULiはNVIDIAに買収された。NVIDIAブランドのアジア市場をターゲットにしたマーケティング戦略に貢献すると発表された。

## チップセット
2003年に製造された、インテル向けのM1683（マーキングはALi表記）が事実上最初の製品である。それまでの製品の多くはノースブリッジとサウスブリッジ間がPCIで接続されていたが、この製品はHyperTransportで接続されており、ノース･サウス間のボトルネックが解消された。M1683のサウスはM1563と接続された。
AMDのAthlon 64向けのM1689ではメモリコントローラを省くことができたため、ノースブリッジとサウスブリッジの2チップの機能が1チップに収まった。低コストでありながら性能も良くファンレスで動作することから、これを採用したマザーボードメーカーが増えた。なお、M1689の一世代前の製品であるM1687はAMD8151のOEMである。サウスはM1563と接続された。
同じくAMD向けのM1695はHyperTransportとPCI Expressトンネルチップであるが、M1689の転用であるサウスチップM1567との接続により、PCI Express x16とAGPのビデオカードのネイティブ接続を実現させた。NVIDIAのnForceシリーズより低発熱で安価であることから、マニア層に人気となった。2005年9月に発売された、M1695+M1567搭載マザーボードのASRock社製939Dual-SATA2は日本の自作パソコン市場では珍しく大ヒット商品となり、2006年にもマイナーチェンジ版である939Dual-VSTAが発売されるなど、ロングセラー商品となった。
次期AMD向け製品のM1697はPCI Expressのみのサポートで、M1575のサウス機能を1チップに収めた仕様である。M1697搭載、ASRock社製939SLI32-eSATA2,939SLI-eSATA2は、NVIDIA非公認であるが、SLIをサポートしている。939SLI32-eSATA2はM1695を追加することでnForce4 SLIx16に匹敵する機能を持っている。このマザーボードはSLIアダプターが付属し、廉価でSLIが構築できるという構成となっているが、現在のGeForce用ドライバではこのマザーボードでSLIを使用することができなくなっている。
PCI ExpressサウスブリッジのM1573/M1575は、AMDプロセッサ向けチップセット市場でNVIDIAとライバル関係にあるATIのチップセットのノースブリッジを支援する形で普及したが、ULiがNVIDIAに買収されたことで供給が無くなった。
また、トランスメタ社のCPU『Crusoe』『Efficeon』搭載のノートPCのサウスブリッジには、ULi（ALi）製のものがほぼ独占状態で採用されていた。ULiがNVIDIAに買収されたことにより供給の途絶が危惧されたものの、トランスメタではこのことについて「問題ない」と発言していた（Efficeon用のサウスブリッジが、ALiのマーキングとなっていたためかと思われる）。なお、2007年2月にトランスメタ社は製品の製造・開発を中止した。
NVIDIAに買収後のULi製品は、必要としている顧客向けに製造、出荷が続けられた。2007年11月、ASRockからM1695（マーキングはNVIDIA）+nForce3 250搭載のマザーボードや、AVNET（Freescale）というメーカーの組み込み向けマザーボードのサウスブリッジとして搭載された。2010年11月、NVIDIAはチップセット事業から事実上撤退することを表明した。